# Yamaha SRX
La Yamaha SRX è una motocicletta prodotta dalla casa motociclistica giapponese Yamaha dal 1985 al 1997.

## Profilo e contesto

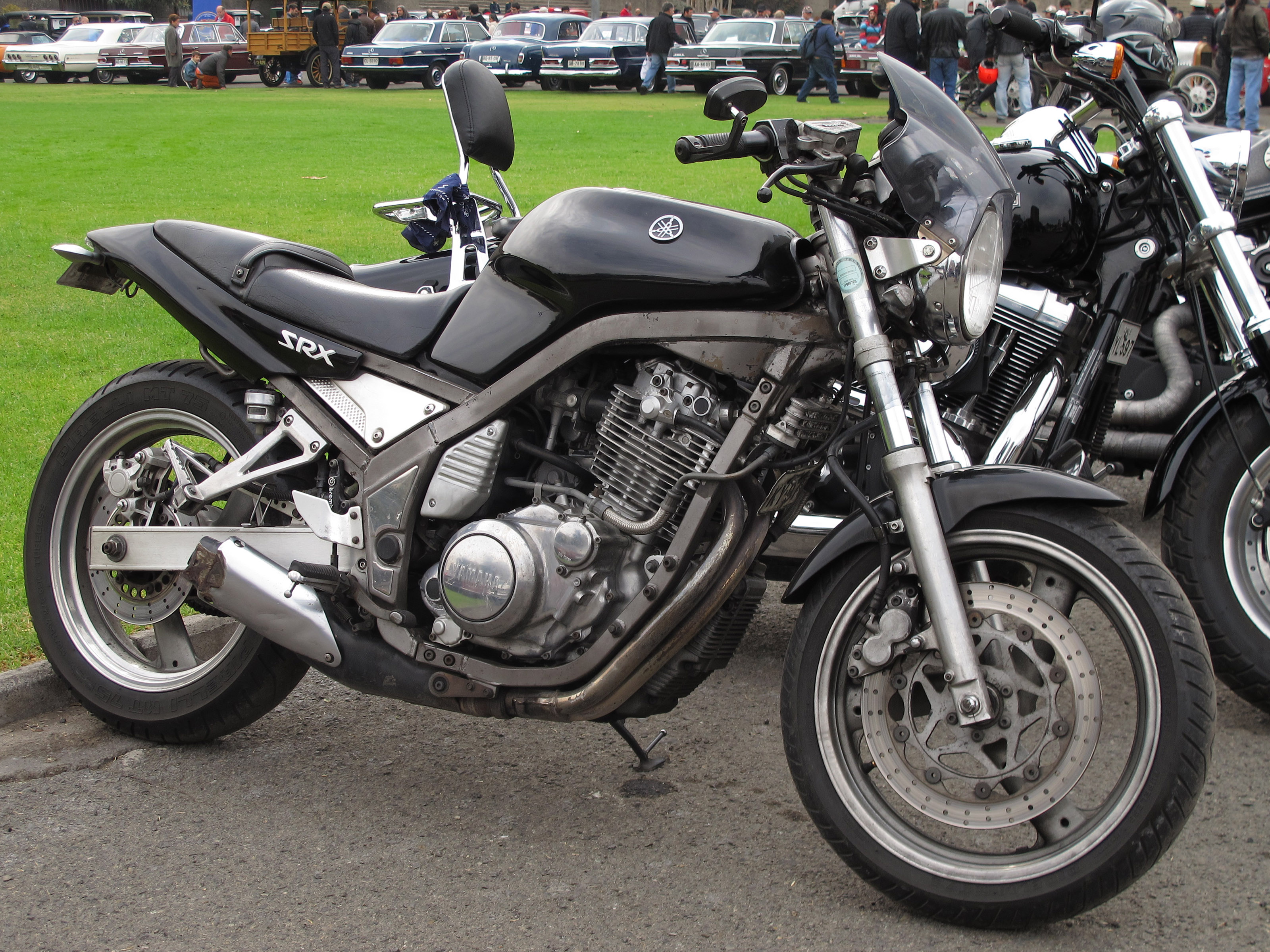
SRX 400

Nel tentativo di ripetere il successo della SR 500, la Yamaha creò la SRX, utilizzando un motore più moderno derivato dall'XT 600. Pur essendo un monocilindrico con un solo albero a camme in testa raffreddato ad aria, il nuovo motore dalla cilindrata di 608 cm³ presentava una testata a quattro valvole, un carburatore doppio corpo, un contralbero di equilibratura e altre migliorie tecniche. Il telaio era in acciaio mentre i cerchi in lega; il sistema frenante era costituito da un doppio disco al anteriore e un disco singolo al posteriore.
Negli Stati Uniti, la SRX fu venduta ufficialmente solo nel 1986; in Germania le vendite sono proseguite fino al 1990; mentre in Giappone è stato prodotto fino al 1997.
In Giappone la SRX veniva venduta con una cilindrata ridotta a 400 cm³ per motivi fiscali. Inoltre era dotato di un radiatore dell'olio. Nel 1988 venne introdotto il modello 2NX, che presentava una ruota anteriore da 17 pollici e un disco freno singolo da 320 mm. Sul mercato giapponese c'era anche una versione più piccola denominata SRX 250 che differiva leggermente per la presenza di un cupolino e del avviamento elettrico.